# Gustáv Slamečka
Gustáv Slamečka (sinh ngày 5 tháng 6 năm 1959) là một chính khách người Séc gốc Slovakia. Ông là Bộ trưởng Bộ Giao thông vận tải trong chính phủ chăm sóc của Jan Fischer.
Người đầu tiên không mang quốc tịch Séc trở thành thành viên của chính phủ Séc sau khi Tiệp Khắc tan rã sinh ra ở Nitra, Slovakia và vẫn mang quốc tịch Slovakia vì những người thân của ông sống ở Nitra, nơi ông thường xuyên trở lại thăm họ. Ông cũng lấy bằng đại học đầu tiên ở Slovakia tại Đại học Kinh tế Banská Bystrica và sau đó tiếp tục học tại Cộng hòa Séc, Hoa Kỳ tại Đại học Pittsburgh và Úc. Ông sống ở Praha từ năm 1996. Sau nhiều năm làm việc trong lĩnh vực tư nhân, ông bắt đầu phục vụ trong cơ quan hành chính của Séc vào năm 2007. Đầu năm 2009, ông trở thành thư ký của Bộ Giao thông vận tải. Đứng đầu văn phòng, ông được Đảng Dân chủ Công dân đề cử sau khi chính phủ Mirek Topolánek sụp đổ và được bổ nhiệm vào ngày 8 tháng 5 năm 2009.

## Đời tư
Slamečka công khai là người đồng tính và sống với người bạn đời của mình, người đứng đầu Văn phòng Thủ tướng Jan Novák, trong mười năm. Lãnh đạo công đoàn Jaromír Dušek cáo buộc Slamečka là một phần của "tập đoàn đồng tính luyến ái" tham nhũng trong quyền kiểm soát của Bộ Giao thông vận tải và České dráhy (Đường sắt Séc) đã vấp phải chỉ trích và Slamečka hiện đang buộc tội Dušek.
Žaluda đồng tính luyến ái và Slamečka đồng tính luyến ái gần gũi, và Slamečka đồng tính luyến ái có quan hệ với người đồng tính Novák. Có khoảng 20 người trong số họ ở Bộ Giao thông vận tải, và 30 người khác quản lý đường sắt, và những người này hoàn toàn kiểm soát Đường sắt Séc. Hãy tin tôi vào điều đó. Chúng ta cần giảm chúng xuống 4% để chúng ta có cơ hội bình đẳng. Tôi nói với bạn, tôi sợ phải cúi xuống hành lang đằng kia.— Jaromír Dušek